# Підморгування

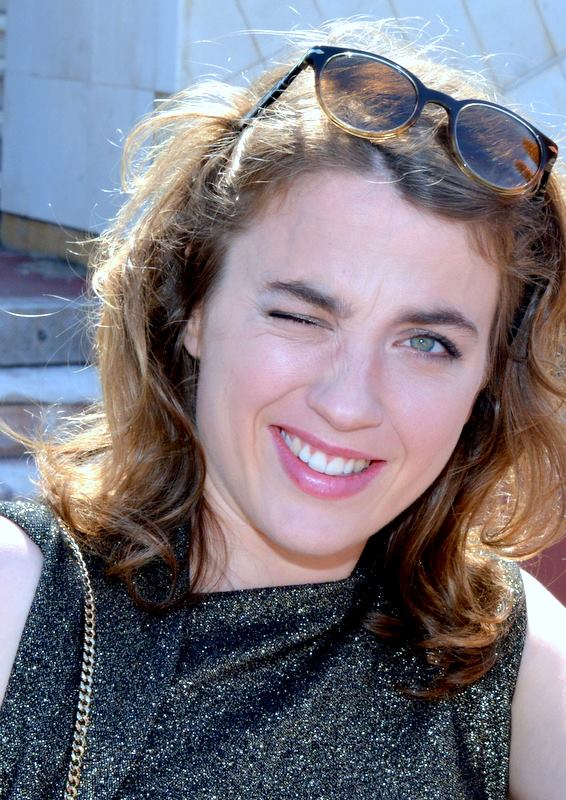
Адель Енель підморгує, 2016

Підморгування — вид міміки, заплющення одного ока. У західній культурі означає кепкування, натяк, прихильність або привітання.
У балійців підморгування має багато значень, одне з яких це «інструкції» — підморгуванням супроводжується пояснення.
У Гонконзі, Тунісі та Бангладеші вважається неввічливим. Підморгування особам протилежної статі є вульгарним, зокрема, у Непалі, Парагваї та Австралії. У Нігерії підморгування дітям означає "тобі треба вийти з кімнати". В США може означати багато речей: "нам весело, чи не так", "ота людина смішна, як думаєш?", "маємо секрет між нами", "ти мені подобаєшся" або "я хочу сексуальної близькості".
Як вид сигналу, є прийомом у кінематографі.
Підморгування є достатньо впізнаваним, щоб камера смартфона розпізнавала його як сигнал для певної дії.
Емодзі "лице, що підморгує" 😉 вперше додали в Unicode 6.0 у 2010. 